# Жилина
Жилина (мађ. Zsolna, пољ. Żylina) град је на северозападу Словачке, у близини њене тромеђе са Чешком и Пољском. Смештена је на ушћу Кисуће и Рајчанке у Вах, у котлини окруженој планинама, које припадају масиву Западних Карпата. Налази се на раскрсници природних путева који, још од средњег века, повезују Русију, Балтик и северну Европу са Дунавом и јужном Европом, а данас је једно од најважнијих друмско-железничких чворишта у држави и налази се на паневропским коридорима  и .
Под данашњим именом Zsolnai Testgyakorlók Köreсе први пут помиње 1208. године, а 1379. године је први пут забележен грб града, који је и данас у употреби. Краљ Карло Роберт је 1321. године Жилину прогласио слободним краљевским градом, док је његов наследник Лајош I посебном повељом Privilegium pro Slavis (издатом 7. маја 1381. године) изједначио права словенских и немачких грађана. Врхунац у свом развоју град је доживео у 17. веку, након чега почиње његова стагнација, све до доласка железничке пруге 1872. године, чиме је отпочео нови развој града и његова индустријализација.
Данас у Жилини живи 85 399 становника, што је чини петим градом у Словачкој по броју становника. Седиште је једне од осам крајева Словачке (Жилинског краја) и једног од њених округа (округ Жилина), универзитетско средиште, а од 2008. године и новоформиране Жилинске бискупије. Један је од највећих привредних центара у држави, нарочито после доласка аутомобилског гиганта КИА, који је у граду подигао фабрику вредну милијарду евра, чиме је Жилина постала једно од три седишта аутомобилске индустрије у Словачкој.

## Симболи града
Симболи Жилине су грб, застава и печат града.
Грб Жилине чини златни двоструки крст са кореном на маслинастозеленом раноготичком штиту, поред кога се налазе две златне шестокраке звезде. Први пут се појављује на једном рачуну издатом 8. марта 1379. године, што га чини најстаријим грбом у Словачкој и једним од најстаријих грбова у Европи, који се и данас користе. Двоструки крст је византијског порекла и одраз је традиције Моравско-панонске мисије Ћирила и Методија који су донели хришћанство Словацима.
Заставу Жилине чине две широке водоравне пруге златне (горња) и маслинасто-зелене (доња) боје. На златном пољу, уз јарбол, смештен је грб града, који заузима три четвртине висине златног поља. Сама застава је размере 3:2.
Печат Жилине је округлог облика са грбом града у његовом средишту, око кога се у кружном прстену налази натпис на латинском језику „SIGILLUM, CIVIUM. DE. ZILINA“.

## Географија
Жилина се налази у северозападном делу Словачке, удаљена је око 200 km од престонице Братиславе. Њене географске координате су 49°13’22” северне географске ширине и 18°44’24” источне географске дужине, сам град обухвата површину од 80.028km² и смештен је на 378 m надморске висине.
Највећи је град у долини Ваха, смештен на ушћу Кисуће и Рајчанке (Жилинке) у њега, у Жилинској котлини. Саму котлину окружују, делови масива Западних Карпата, планински венци Мале Фатре (на југоистоку), Стражовски врхи (на југозападу), Суловски врхи (на југозападу), Јаворники (на северу и северозападу) и Кисућка врховина (на североистоку). Њен геолошки састав чине терцијарни седименти (конгломерати у којима има трошног пешчара из доњег терцијара), док се уз обале Ваха и Рајчанке налазе шљунковите дилувијалне равни. У Жилинској котлини постоји пет таквих равни, а висинска разлика међу њима износи од 80 до 90 m.
На Ваху су направљене две хидроелектране, Жилинска (источно од града) и Хричовска (западно од града), које су створиле вештачка језера (Жилинско површине 2,55 km² са запремином од 18.151.000 km³ и Хричовско површине 2,53km² са запремином од 8.467.000 km³) погодна за развој туризма, али и значајна у одбрани од поплава насеља у долини реке. Поред три реке, на тлу града постоји и неколико мањих водотокова.

## Клима
Жилина се налази у умереном климатском појасу и има континенталну климу, са јасно израженим годишњим добима. Просечна летња температура, у јулу, износи 17,3 °C, док је просечна зимска, у јануару, −3,1 °C. Падавина, просечно, има између 760 и 780 mm, а највише их је у јулу (у просеку 104 mm), док се снежни покривач у граду задржава између 66 и 75 дана годишње.
| Просечне температуре и падавине у Жилини       | Просечне температуре и падавине у Жилини | Просечне температуре и падавине у Жилини | Просечне температуре и падавине у Жилини | Просечне температуре и падавине у Жилини | Просечне температуре и падавине у Жилини | Просечне температуре и падавине у Жилини | Просечне температуре и падавине у Жилини | Просечне температуре и падавине у Жилини | Просечне температуре и падавине у Жилини | Просечне температуре и падавине у Жилини | Просечне температуре и падавине у Жилини | Просечне температуре и падавине у Жилини | Просечне температуре и падавине у Жилини |
| Месец                                          | Јан.                                     | Феб.                                     | Март                                     | Апр.                                     | Мај                                      | Јун                                      | Јул                                      | Авг.                                     | Сеп.                                     | Окт.                                     | Нов.                                     | Дец.                                     |                                          |
| ---------------------------------------------- | ---------------------------------------- | ---------------------------------------- | ---------------------------------------- | ---------------------------------------- | ---------------------------------------- | ---------------------------------------- | ---------------------------------------- | ---------------------------------------- | ---------------------------------------- | ---------------------------------------- | ---------------------------------------- | ---------------------------------------- | ---------------------------------------- |
| Просечна максимална дневна температура °C (°F) | 0 (33)                                   | 3 (38)                                   | 8 (47)                                   | 14 (58)                                  | 20 (68)                                  | 22 (72)                                  | 25 (76)                                  | 25 (77)                                  | 20 (67)                                  | 14 (58)                                  | 6 (44)                                   | 1 (35)                                   |                                          |
| Просечна минимална дневна температура °C (°F)  | -5 (22)                                  | -5 (23)                                  | -1 (30)                                  | 3 (37)                                   | 8 (46)                                   | 10 (51)                                  | 12 (54)                                  | 12 (53)                                  | 9 (47)                                   | 5 (41)                                   | 0 (33)                                   | -4 (26)                                  |                                          |
| Просечна количина падавина cm (инча)           | 2.85 (1,12)                              | 2.67 (1,05)                              | 3.10 (1,22)                              | 4.08 (1,61)                              | 4.82 (1,90)                              | 6.99 (2,75)                              | 6.84 (2,69)                              | 5.19 (2,04)                              | 4.74 (1,87)                              | 4.19 (1,65)                              | 3.91 (1,54)                              | 3.42 (1,35)                              |                                          |
| Извор: MSN Weather                                        |                                          |                                          |                                          |                                          |                                          |                                          |                                          |                                          |                                          |                                          |                                          |                                          |                                          |

## Историја

### Праисторија и антика
Најстарији трагови насеља на подручју данашње Жилине, потичу из периода након последњег леденог доба, пре 22 000 година. У питању су остаци насеља из каменог доба, откривени, у градској четврти, Заводју. Простор града био је насељен и током бронзаног, гвозденог и античког (римског) доба.

### Средњи век
| Положај Жилине у Великоморавској кнежевини (крај 9. века) |

Први трагови Словена датирају из 5. века. Тада је подигнуто словенско насеље, чији су остаци пронађени у градској четврти Фрамбор. У Борику је пронађено словенско насеље из каснијег периода (9. век), а из тог доба потиче и некропола из Банове. Тада је област Жилине била у саставу Нитранске кнежевине под Прибином (кнез Нитре 825—833, Паноније 840—861), а касније Великоморавске кнежевине кнеза Растислава (846—870), у коју су 863. године дошли Ћирило и Методије да шире хришћанство на словенском језику. Није искључено да је стално насеље постојало и пре 5. века због повољног стратешког положаја Жилине на раскрсници природних путева који прате долине Ваха, Кисуће и Рајчанке.
Најстарији писани траг о граду потиче из 1208. године, када се у документу нитранског жупана Томаша помиње terra de Selinan (Жилинска земља), док се облик Жилина у изворима први пут јавља 1297. године. Међутим, данас се сматра да је град почео да се развија још пре почетка 13. века.
Током 13. века, град се развијао као средиште пограничне области краљевине Угарске према Шлеској и локални трговачки центар. Из тог времена потиче и данас најстарија очувана грађевина у Жилини, црква светог Штефана Краља, саграђена у првој половини 13. века. У његовој другој половини је подигнуто, данас ишчезло, утврђење поред Ваха, а крајем века су у Жилину дошли немачки колонисти из Тешина, који су изнова подигли град. Тада је недалеко од града подигнуто неколико утврђења, попут Будатина, у коме је била царина, Варинског Града и Стречна, а у околини града је у средњем веку постојао читав низ утврђења: (Хричов, Битча, Сулов, Лиетава и Рајец.
Почетком 14. века, 1312. године Жилина се први пут помиње као град, а девет година касније краљ Карло Роберт (1310—1342) је, током посете граду, 12. јула издао повељу којом је Жилину прогласио слободним краљевским градом, коју су касније, 1397. односно 1497. године потврдили и краљеви Жигмунд Луксембуршки (краљ Угарске 1387—1437, свети римски цар 1433—1437) и Владислав II Јагело (краљ Чешке 1471—1516, краљ Угарске 1490—1516).
Микулаш од Лукова је 1378. године направио копију Магдебуршког законика, кога су се придржавали немачки колонисти, док су живели у Тешину. То је био почетак Жилинске књиге (Žilinská kniha) која представља највредније писмено наслеђе средњег века у Словачкој, а уједно и најстарији сачувани запис на словачком језику који се налази у данашњој Словачкој. Наредне године је на једном рачуну од 8. марта, по први пут забележен грб града, који се и данас користи. Током своје посете граду, краљ Лајош I Велики (1342—1382) је 7. маја 1381. године издао повељу -Privilegium pro Slavis}-, којом је изједначио права немачких и словенских тј. словачких грађана. Њом је било потврђено да половину чланова градског већа чине Немци, а другу половину Словаци, док се градоначелник бира на годину дана и то наизменично из редова једних и других. Он је претходно већ допринео развоју Жилине, прво 1357. године када је одобрио одржавање пијаце, а затим 1364. године када је по његовој наредби изграђен друм од Кошица до долине Ваха, дуж кога је неколико места, међу којима и Жилина, наплаћивало друмарину.
Хусити су два пута (1431. и 1434) спалили град, након чега је започело његово назадовање. Краљ Жигмунд је утврдио Жилину 1405. године, након чега је град ослободио плаћања пореза и царина (1414), а један од његових наследника Матија Корвин (1458—1490) је 1458. године одобрио да се у граду сваке године одржава сајам на дан светог Михајла. Услед феудалне анархије која је уследила након Корвинове смрти, град је дошао у посед господара оближњег Стречна, а средином 15. века (1451) забележен је први податак на словачком језику, у Жилинској књизи, која је 1471. године преведена на словенски језик.

### Нови век
У граду почиње да се интензивније развија занатство, а 1488. године се помиње гилда крзнара у њему. Борба грађанства и градског племства око наследних положаја у граду, окончана је њиховим укидањем 1508. године, а само 15 година касније, непосредно пре Мохачке битке 1526. године и пропасти краљевине Мађарске, Жилина је изгубила статус слободног града. У граду се 1542. године први пут помиње Жилинска гимназија Академија, а 1561. године је унет последњи запис у Жилинску књигу, која се данас чува у Државном архиву у Битчи. Цар Максимилијан (1564—1576) 1568. године одобрава одржавање сајма у граду, сваке године на дан светог Блажа. Он је наредне године одобрио произвођачима текстила да продају своју робу, што ће бити увод у убрзани економски развој, који ће производња текстила у Жилини доживети током 17. века. Град је 1587. године захватила прва епидемија куге у његовој историји.
Матеус Хабзбуршки (1608—1619), свети римски цар 1612—1619) је током своје владавине донео низ мера које су директно довеле до развоја града, који се учвршћује као центар занатства, трговине и образовања. Прво је 1609. године дозволио годишњи сајам на дан свете Луције и ослободио грађане Жилине плаћања друмарина на тлу некадашње краљевине Мађарске, да би наредне године Жилинчанима одобрио слободну трговину тканинама свих боја, како у граду, тако и ван њега. У граду је 1610. године одржан Жилински синод који је обухватио представнике протестантске цркве средишње и западне Словачке. Систем градског водовода са дрвеним цевима је изграђен 1613. године, а његови остаци откривени су током археолошких истраживања 1995. године. Леополд I (1655—1705, свети римски цар 1658—1705) је 1657. године одобрио одржавање сточних сајмова у граду, а две године касније је дозволио наплату мокре друмарине, чиме су грађани Жилине стекли право да друмарине наплаћују не само на мостовима преко Ваха и Кисуће, као до тада, већ и на скелама, које су биле направљене за случај да бујице униште мостове. У граду се 1665. године отвара прва штампарија, а 1667. године постаје једна од станица поштанске кочије на релацији Налчово — Тешин. Деценију касније, 1678. године, цео град је практично уништен у великом пожару, након чега је отпочела његова обнова. Језуити су 1686. године дошли у Жилину, а пет година касније оснивају нижу гимназију на месту данашњег Сиротишта. Крајем века, у граду је постојало 16 гилди са око 200 мануфактура, од чега су три четвртине биле текстилне, а током барокног доба саграђени су бројни манастири и цркве као и замак Будатин.
Према подацима из 1700. године, Жилина је имала 2 682 житеља, а 1704. године су у град дошли Фрањевци и започели радове на оснивању манастира свете Барбаре. Почетком века, у околини града се појавио друмски разбојник Јурај Јаношик (1688—1713), рођен у оближњем селу Терхови, који ће касније постати словачки национални јунак и Робин Худ. Карло IV (III) (1711—1740) je 1712. године одобрио одржавање годишњег сајма у граду и на дан светог Стефана Краља, а на главном градском тргу (Маријански трг), је 1738. године подигнута барокна скулптура Девице Марије (Immaculata), да би означила окончање успешне ре-католизације града коју су спровели језуити и фрањевци, уз подршку градског племства. О томе сведоче подаци да је 1730. године било свега неколико десетина људи који су се изјаснили као протестанти, а средином 19. века скоро да их није ни било. Први план града, који се данас чува у Повашком музеју, направио је 1747. године геометар Михал Руткај-Недецки, а 1763. године се отвара прва поштанска станица. Сам град је током 18. и 19. века почео да назадује и губи своју значајну улогу трговачког центра на раскршћу путева.
Средином 19. века дошло је до читавог низа револуција које су захватиле Европу 1848. године. На тлу данашње Словачке, Словаци су се побунили тражећи већа права у односу на доминантне Мађаре и стали су на страну Аустријанаца у њиховој борби против Мађара. Крајем 1848. и почетком 1849. године словачки добровољци су у биткама код Будатина победили мађарске гардисте. Након победа, на главном градском тргу су 04. 01. вође словачког покрета, Људовит Штур и Јозеф Милослав Хурбан, одржали говоре. Градско утврђење је током векова изгубило на стратешком значају, услед чега је његов већи део био сасвим порушен, а остаци две главне градске капије су порушени, након великог пожара који је захватио град 1848. године. Десет година касније, велики земљотрес је потресао град 15. 01. 1858. године, а још један пожар га је захватио 11. 08. 1886. године.
Град се нагло развио, у другој половини 19. века, након доласка железнице. Прво је 1872. године завршена пруга Кошице — Бохумин (данас у Чешкој) затим је продужена до Братиславе 1883. године, да би 1899. године био изграђен крак до Рајеца, чиме је Жилина постала важно железничко раскршће. Ово је довело до отварања нових фабрика у граду, попут текстилне фабрике „Словена“ (1891) и фабрика хемијских производа „Поважје“ (1892). Град је 1903. године био домаћин великог индустријског сајма Горње Мађарске (тј. Словачке), што је подстакло развој како Жилине, тако и целог Горњег Поважја. Жилина је 1900. године имала 5 633 становника и 411 кућа, док је двадесет година раније имала 3 244 становника и 375 кућа, да би градска популација премашила бројку од 10.000 становника 1911. године.

### Модерно доба
Након краја Првог светског рата и распада Аустроугарске, у Прагу је 28. октобра 1918. године проглашено стварање нове државе, Чехословачке. Два дана касније, представници словачког народа су у Мартину потписали Мартинску декларацију о приступању Чехословачкој, а представници Жилине су били међу првима који су је прихватили. Град је тада постао прва престоница Словачке и седиште њене владе, до марта 1919. године. Унутрашња организација Чехословачке се мењала током године, а након њене централизације 1928. године, којом је држава подељена на четири дела, Жилина је ушла у састав Словачке крајине. После закључивања Минхенског споразума 29. септембра 1938. године, којим је почео распад Чехословачке, представници седам политичких странака су, након разговора у Жилини, 6. октобра исте године прогласили аутономију Словачке унутар Чехословачке, а одлуку је саопштио католички свештеник др. Јозеф Тисо. Он ће касније, уочи Другог светског рата, постати вођа марионетске Независне државе Словачке, која ће бити формирана пола године касније, 14. марта 1939. године.
После успостављања марионетске државе, Жилина је постала средиште округа у Тренчинској жупи и град који се налазио на граници заштитне зоне коју је нацистичка Немачка успоставила на северозападном делу земље, пред почетак Другог светског рата. Током Словачког народног устанка, који је трајао од краја августа до краја октобра 1944. године, Жилина се нашла на ослобођеној територији, а недалеко од ње је вођена битка у Стречнианском теснацу у којој су немачке трупе сузбиле устанике и повратиле контролу над важним железничким правцем уз реку Вах. Снаге Црвене армије су током 1945. године ослободиле простор данашње Словачке, која ушла у састав обновљене Чехословачка.
Сам град је 1945. године имао 18 000 становника, а 1949. године је постао седиште новоформираног Жилинског краја. Претеча данашњег Жилинског универзитета је основана у Прагу 1953. године, а 1960. године се сели у Жилину. Интензивно ширење града започиње 1959. године градњом нових стамбених четврти Глини, Солинка и Влчинце, али након укидања Жилинског краја наредне године, даљи развој града бива заустављен.
После 1968. године почиње нова ера развоја града на свим пољима, од индустријског и саобраћајног, преко стамбеног до културног и образовног. Почетком 1970-их је у Доњем Хричову подигнут нови аеродром, док је стари аеродром срушен да би се омогућило даље ширење града на његовом месту.
Политичке реформе у Чехословачкој и увођење вишестраначког система у државу, довели су и до увођења директног избора за градоначелника. На првим изборима, одржаним 1990. године, победио контроверзни националистички политичар Јан Слота. Он је побеђивао и у наредна 4 изборна циклуса, тако да се на челу града налазио све до 2006. године, када је поражен на изборима, од Ивана Хармана. Током овог периода, град је започео свој интензиван развој. Већ 1990. године је отпочела обнова историјског језгра града, а у новембру 1994. године је почео да функционише тролејбуски систем у граду, који је финансиран искључиво из градског буџета. Недалеко од града је, исте године, започела изградња Жилинске бране на реци Вах, чија је прва турбина пуштена у рад крајем 1997. године. После мирног распада Чехословачке 1. јануара 1993. године, новостворена Словачка Република је реформом 1996. године поново формирала Жилински крај, као једну од 8 управних области државе. Градско веће је 09. 11. 2003. године усвојило план економског и социјалног развоја града. Наредне године, 07. 04., постављен је камен темељац фабрике аутомобила КИА, из које је први аутомобил изашао 07. 12. 2006. године, чиме је Жилина постала једно од три средишта аутомобилске индустрије у Словачкој.
Жилина, трг Андреја Глинке

## Становништво
| Година:    | 1994.  | 2004.   | 2014.   | 2024.   |
| ---------- | ------ | ------- | ------- | ------- |
| Број људи: | 86 373 | 85 268  | 81 155  | 80 257  |
| Разлика:   |        | -1,27 % | -4,82 % | -1,10 % |

| Година:    | 2023.  | 2024.   |
| ---------- | ------ | ------- |
| Број људи: | 80 634 | 80 257  |
| Разлика:   |        | -0,46 % |

У Жилини живи 85.399 становника, а на последњем попису, обављеном 2001. године, имала је 85.400 становника (40.968 мушкараца и 44.432 жена). У граду има 8 398 кућа, од чега је њих 7.341 стално насељено.
Становништво је, у верском погледу, углавном римокатоличке вероисповести (74,91%), док у националном смислу доминирају Словаци (96,90%).
| Етнички и верски састав становништва | Етнички и верски састав становништва | Етнички и верски састав становништва | Етнички и верски састав становништва |
| ------------------------------------ | ------------------------------------ | ------------------------------------ | ------------------------------------ |
| Пописи                               |                                      | 2001.                                | 1991.                                |
| Укупно становника                    |                                      | 85 400                               | 83 911                               |
| Становништво по националности        |                                      |                                      |                                      |
| Словаци                              |                                      | 96.90%                               | 96.83%                               |
| Мађари                               |                                      | 0.12%                                | 0.14%                                |
| Роми                                 |                                      | 0.23%                                | 0.26%                                |
| Русини                               |                                      | 0.04%                                | 0.02%                                |
| Украјинци                            |                                      | 0.04%                                | 0.05%                                |
| Чеси                                 |                                      | 1.61%                                | 2.14%                                |
| Моравци                              |                                      | 0.11%                                | 0.30%                                |
| Шлезијци                             |                                      | 0.00%                                | 0.02%                                |
| Немци                                |                                      | 0.07%                                | 0.06%                                |
| Пољаци                               |                                      | 0.05%                                | 0.05%                                |
| Становништво по вероисповести        |                                      |                                      |                                      |
| римокатолици                         |                                      | 74.91%                               | 61.83%                               |
| протестанти                          |                                      | 3.74%                                | 3.07%                                |
| гркокатолици                         |                                      | 0.31%                                | 0.25%                                |
| православци                          |                                      | 0.11%                                | 0.05%                                |
| хусити                               |                                      | 0.06%                                | 0.03%                                |
| без вероисповести                    |                                      | 16.74%                               | 12.56%                               |
| остале                               |                                      | 0.13%                                | 0.32%                                |
| неизјашњени                          |                                      | 3.18%                                | 21.90%                               |

| Економски састав становништва                | Економски састав становништва | Економски састав становништва | Економски састав становништва |
| -------------------------------------------- | ----------------------------- | ----------------------------- | ----------------------------- |
| Пописи                                       | 2001.                         | 1991.                         |                               |
| Укупно становника                            | 85 400                        | 83 911                        |                               |
| -Становника мушког пола                      | 40 968                        | 40 501                        |                               |
| -Становника женског пола                     | 44 432                        | 43 410                        |                               |
| Укупан број економски активних особа         | 45 319                        | -                             |                               |
| -Број економски активних особа мушког пола   | 22 947                        | -                             |                               |
| -Број економски активних особа женског пола  | 22 372                        | -                             |                               |
| Укупан број запослених особа                 | 35 247                        | -                             |                               |
| -Укупан број запослених особа мушког пола    | 18 533                        | -                             |                               |
| -Укупан број запослених особа женског пола   | 16 714                        | -                             |                               |
| Укупан број незапослених особа               | 7 246                         | -                             |                               |
| -Укупан број незапослених особа мушког пола  | 4 049                         | -                             |                               |
| -Укупан број незапослених особа женског пола | 3 197                         | -                             |                               |

| Број становника Жилине по деловима града          | Број становника Жилине по деловима града | Број становника Жилине по деловима града | Број становника Жилине по деловима града | Број становника Жилине по деловима града | Број становника Жилине по деловима града | Број становника Жилине по деловима града | Број становника Жилине по деловима града | Број становника Жилине по деловима града |
| ------------------------------------------------- | ---------------------------------------- | ---------------------------------------- | ---------------------------------------- | ---------------------------------------- | ---------------------------------------- | ---------------------------------------- | ---------------------------------------- | ---------------------------------------- |
| Старе место и Глини                               | Банова                                   | Бродно                                   | Будатин                                  | Битчица                                  | Гајик                                    | Мојшова Лучка                            | Повашски Хлмец                           | Росинки                                  |
| 25 793                                            | 1 879                                    | 1 307                                    | 1 543                                    | 2 244                                    | 7 311                                    | 412                                      | 1 352                                    | 911                                      |
| Солинки                                           | Стражов                                  | Трнове                                   | Влчинце                                  | Врање                                    | Задубње                                  | Застрање                                 | Заводје                                  | Жилинска Легота                          |
| 14 297                                            | 554                                      | 2 422                                    | 20 077                                   | 761                                      | 700                                      | 929                                      | 2 758                                    | 308                                      |
| Цела Жилина: 85 558 становника (31. августа 2008) |                                          |                                          |                                          |                                          |                                          |                                          |                                          |                                          |

| Број становника кроз историју Жилине | Број становника кроз историју Жилине | Број становника кроз историју Жилине | Број становника кроз историју Жилине | Број становника кроз историју Жилине | Број становника кроз историју Жилине | Број становника кроз историју Жилине | Број становника кроз историју Жилине | Број становника кроз историју Жилине | Број становника кроз историју Жилине | Број становника кроз историју Жилине | Број становника кроз историју Жилине | Број становника кроз историју Жилине | Број становника кроз историју Жилине | Број становника кроз историју Жилине |
| --- | ------------------------------------ | ------------------------------------ | ------------------------------------ | ------------------------------------ | ------------------------------------ | ------------------------------------ | ------------------------------------ | ------------------------------------ | ------------------------------------ | ------------------------------------ | ------------------------------------ | ------------------------------------ | ------------------------------------ | ------------------------------------ |
| Година | 1700.                                | 1880.                                | 1900.                                | 1910.                                | 1930.                                | 1945.                                | 1950.                                | 1961.                                | 1980.¹                               | 1986.                                | 1991.²                               | 2001.²                               | 2008.                                | 2009.                                |
| Укупно становника | 2 682                                | 3 244                                | 5 633                                | преко 10.000                         | 17 451                               | 18 027                               | 28 571                               | 32 512                               | 70 025                               | преко 90.000                         | 83 853                               | 85 453                               | 85 370                               | 85 399                               |
| ¹Територија града Жилине је током 1970-их година 20. века проширена на околна места. ²Према Статистичком заводу: 83 911 односно 85 400. |                                      |                                      |                                      |                                      |                                      |                                      |                                      |                                      |                                      |                                      |                                      |                                      |                                      |                                      |

## Политика

### Градска управа
Градом управљају градоначелник (primátor) и градско веће (mestské zastupiteľstvo), који се бирају истовремено непосредним тајним гласањем и њихов мандат траје четири године. Градоначелник се налази на челу града, заступа га и обавља извршну функцију у њему, а поседује и свог заменика. Сам град је подељен у осам изборних области из којих се бира 31 одборник градског већа:
1. Старе место, Глини I-IV, Глини VIII (5 одборника)
2. Глини V-VII, Борик (4 одборника)
3. Солинки (5 одборника)
4. Влчинце (7 одборника)
5. Гајик (3 одборника)
6. Битчица, Росинки, Трнове, Мојшова Лучка (2 одборника)
7. Заводје, Банова, Стражов, Жилинска Легота (2 одборника)
8. Будатин, Повашки Хлмец, Врање, Бродно, Задубње, Застрање (3 одборника)

Последњи избори у Жилини одржани су 27. 11. 2010. године и на њима је за градоначелника изабран Игор Хома, кога је предложила коалиција странака предвођена Смер - социјалном демократијом (Smer – sociálna demokracia, SMER-SD).  Он је тек трећи градоначелник Жилине (после Слоте и Хармана) који је на ту функцију дошао после победе на изборима, али су у историјским изворима забележени подаци о двестотинак људи који су се у разним периодима налазили на челу града,. Најстарији податак је из 1325. године када се на челу града налазио Јан Пезолд.

### Регионалне управе
Жилина је седиште једног од 8 крајева, као и округа Жилина који се налази у њему. У граду је смештена и регионална канцеларија Народне банке Словачке.

#### Округ Жилина
Округ Жилина (округ Žilina) обухвата површину од 815 km², на којој живи 157 787 становника (51,4% жена и 48,6% мушкараца) и има густину насељености од 194 становника по km². Сачињавају га 53 месне заједнице од којих 3 са статусом града (Жилина, Рајец и Рајецке Теплице).

#### Жилински крај
Жилински крај (Žilinský kraj) се простире на површини од 6.808,7 km², на којој живи 695 698 становника (51% жена и 49% мушкараца) и има густину насељености од 102 становника по km². Чини га 11 округа, унутар којих постоји 315 месних заједница од којих 18 имају статус града (Битча, Врутки, Долни Кубин Жилина, Кисуцке Нове Место, Красно над Кисућу, Липтовски Град, Липтовски Микулаш, Мартин, Наместово, Рајец, Рајецке Теплице, Ружомберок, Тврдошин, Турзовка, Трстена, Турчијанске Теплице, Чадца).

## Привреда
Жилина је данас један од најзначајнијих привредних центара у Словачкој и њено одељење Словачке трговачке и индустријске коморе је друго по величини у држави. Сам град се, према броју трговаца на сто становника, налази на другом, а према броју акционарских друштава и друштава са ограниченом способношћу на трећем месту у Словачкој. Куповна моћ становника у Поважју, чији је центар Жилина, је друга по реду у Словачкој. док се град, са округом, налази на другом или трећем месту према бруто домаћем производу. Највећа инвестиција у граду је свакако долазак јужнокорејског аутомобилског гиганта КИА 2004. године, који је у Жилини подигао фабрику вредну 1 милијарду евра Поред аутомобилске индустрије, у граду је још развијена и прехрамбена, инжењерска и дрвна индустрија, као и грађевинарство, које чини 13% производње у Жилинском крају. Поред регионалне канцеларије Народне банке Словачке, двадесетак банака имају своја представништва у граду.
Комплекс фабрике аутомобила КИА се простире на површини од 166 хектара, од чега зграде, у којима ради око 2 700 радника, заузимају 16,3 хектара. У њему се производе три различита модела возила у која се уграђују четири врсте мотора, а капацитет фабрике је 300.000 возила годишње. Поред фабрике аутомобила КИА, читав низ њених коопераната има своје фабрике у граду: „Донг Хи“, који прави аутомобилске шасије за потребе, како фабрике у Жилини, тако и Хјундаијеве фабрике у Острави, затим фабрика аутомобилског челика „Хјундаи хиско“ и „МОБИС“, који прави 40% ауто-опреме за КИА аутомобиле. Крајем 2008. године, КИА је најавила подизање нове фабрике аутомобилских мотора у Жилини, вредне између 100 и 200 милиона евра, што је средином 2009. године подржала и Влада Републике Словачке, која је издвојила 15 милиона евра за подршку овом пројекту
Од прехрамбене индустрије, у граду се налази млекара „Лактис“, пекарска индустрија „Пеза“, која функционише у саставу групе „Јунајтед бејкерис“ и фабрика за прераду живинског меса „ХИЗА“, која постоји од 1974. године и данас спада међу највеће фабрике тог типа у Словачкој. У домену машинске и дрвне индустрије, у Жилини се налазе предузећа: „Електровод“, који се бави производњом и изградњом разних челичних структура (нпр. далековода и заштитних ограда поред путева) основан 1. јануара 1950, фабрика кугличних лежајева „ЗВЛ“, која постоји од 1966. године и сарађује са многим светски познатим фирмама (попут Боша, Сименса, Волвоа, Вирлпула, Мерлонија и других), затим „Древоиндустрија механик“, која производи машине за дрвну индустрију и рециклажу, запошљава 165 радника и има месечни промет од преко 250.000 евра тј. 8 милиона некадашњих словачких круна.
Међу грађевинским предузећима, издваја се „Вахостав“, који је основан 01. јула 1954. године да би градио бране, акумулациона језера и хидроелектране на горњем и средњем току Ваха. Данас је једна од водећих словачких фирми у области грађевинарства и бави се изградњом путева, пруга, акумулационих језера, еколошких, индустријских и комуналних грађевина, али и индустријских паркова са пратећом инфраструктуром. Поред грађења у самој земљи и учешћа у изградњи хидроцентрале Гобчиково на Дунаву (коју заједнички граде Словачка и Мађарска), Вахостав је градио и у Немачкој, Русији, Украјини и на Кипру.
Од осталих већих предузећа, у Жилини ради „Повашки хемијски завод“ (основан 1892. године као фабрика хемијских производа „Поважје“), затим фабрика папира „Тенто“, која запошљава око 600 људи и има годишњи промет од 90 милиона евра и некадашњи текстилни гигант (пред Први светски рат била је једна од највећих тог типа на тлу данашње Словачке), фабрика „Словена“, основана 1891. године. Поред њих, у граду постоји велика топлана, а на Ваху су код града изграђене две хидроелектране са вештачким језерима:
- Хричовска хидроелектрана, изграђена од 1958. до 1962. године низводно од града, са каплановом турбином снаге 31.5 MW и годишњом производњом од 59.1 GWh[34]
- Жилинска хидроелектрана, изграђена од 1994. до 1998. године узводно од града, са две капланове турбине снаге по 36 MW и годишњом производњом од 173 GWh[35]

Просечна плата у Жилинском крају 2008. године износила је 19 460 словачких круна односно 645.95 евра, што је мање у односу на просечну плату у држави (21 782 Sk тј. 723.03 €). Стопа незапослености је износила 7,7% (сам округ Жилина је средином године имао стопу од 6,44%.), што је ниже од државног нивоа од на коме је била 9,6%, али треба имати у виду да је стопа данас највероватније доста виша, услед светске економске кризе и кризе у аутомобилској индустрији, што је довело до повећања стопе незапослености у Словачкој на 12,07%, средином августа 2009. године
| Кретања просечних плата и стопе незапослености у Жилинском крају | Кретања просечних плата и стопе незапослености у Жилинском крају | Кретања просечних плата и стопе незапослености у Жилинском крају | Кретања просечних плата и стопе незапослености у Жилинском крају | Кретања просечних плата и стопе незапослености у Жилинском крају | Кретања просечних плата и стопе незапослености у Жилинском крају | Кретања просечних плата и стопе незапослености у Жилинском крају | Кретања просечних плата и стопе незапослености у Жилинском крају | Кретања просечних плата и стопе незапослености у Жилинском крају | Кретања просечних плата и стопе незапослености у Жилинском крају | Кретања просечних плата и стопе незапослености у Жилинском крају | Кретања просечних плата и стопе незапослености у Жилинском крају |
| --- | ---------------------------------------------------------------- | ---------------------------------------------------------------- | ---------------------------------------------------------------- | ---------------------------------------------------------------- | ---------------------------------------------------------------- | ---------------------------------------------------------------- | ---------------------------------------------------------------- | ---------------------------------------------------------------- | ---------------------------------------------------------------- | ---------------------------------------------------------------- | ---------------------------------------------------------------- |
| | 1998.                                                            | 1999.                                                            | 2000.                                                            | 2001.                                                            | 2002.                                                            | 2003.                                                            | 2004.²                                                           | 2005.                                                            | 2006.²                                                           | 2007.                                                            | 2008.                                                            |
| Просечна плата (у Sk¹) | 9 010                                                            | 9 627                                                            | 10 218                                                           | 10 931                                                           | 12 057                                                           | 12 600                                                           | 13 930                                                           | 15 172                                                           | 16 437                                                           | 17 739                                                           | 19 460                                                           |
| Стопа незапослености (у%) | 10,5                                                             | 15,9                                                             | 18,5                                                             | 18,9                                                             | 17,3                                                             | 17,2                                                             | 17,5                                                             | 15,2                                                             | 11,8                                                             | 10,1                                                             | 7,7                                                              |
| ¹Словачка круна је 1. јануара 2009. године укинута, а платежно средство је постао евро (1 € = 30,1260 Sk). ²Фабрике КИА аутомобила је почела да се гради у априлу 2004, а пуштена је у рад у децембру 2006. године. |                                                                  |                                                                  |                                                                  |                                                                  |                                                                  |                                                                  |                                                                  |                                                                  |                                                                  |                                                                  |                                                                  |

## Саобраћај
Жилина се налази на раскрсници значајних природних путева, који се користе још од средњег века, повезујући првенствено долину Дунава са Балтичким морем и истоком данашње Словачке ка Русији, кроз долину Ваха. Сама река данас није пловна, али постоје планови да се то омогући, чиме би се град преко Дунава повезао са светским морима. Данас спада међу најважније друмске и железничке раскрснице у земљи, а налази се на паневропским коридорима:
- (Трст—Беч—Братислава—Жилина—Украјина)
- (Гдањск—Бјелско-Бјала—Звардон—Скалиште—Жилина)

### Градски превоз
Градски превоз у Жилини је започет 1949. године, оснивањем Саобраћајног предузећа града Жилине 01. 05. и пуштањем у рад првих аутобуских линија 28. 10. исте године. Идеја о развоју тролејбуског система у граду јавила се 1978. године, а идејни пројекат је урађен 1985. године. Он је 1988. године покренут помоћу аутобуса, да би градска управа у мају 1992. године одобрила почетак радова на изградњи тролејбуске мреже, чија је прва линија је пуштена у рад 17. 11. 1994. године.
Према подацима из 2007. године, у Саобраћајном предузећу је била запослена 301 особа, а током године је превезено 14.348.825 путника, што је мање него претходних година (2006. је превезено 14.666.257, а 2005. 15.616.869 путника). Возни парк чини укупно 54 аутобуса (9 различитих модела) и 42 тролејбуса (3 различита модела).
| Карактеристике градског превоза у Жилини 2007. године | Карактеристике градског превоза у Жилини 2007. године | Карактеристике градског превоза у Жилини 2007. године | Карактеристике градског превоза у Жилини 2007. године | Карактеристике градског превоза у Жилини 2007. године | Карактеристике градског превоза у Жилини 2007. године |
| ----------------------------------------------------- | ----------------------------------------------------- | ----------------------------------------------------- | ----------------------------------------------------- | ----------------------------------------------------- | ----------------------------------------------------- |
| Тип превоза                                           | Број линија                                           | Дужина линија                                         | Број путника                                          | Број возила                                           | Број возача                                           |
| Аутобус                                               | 14 (10+2+2¹)                                          | 79 km                                                   | 6 414 963                                             | 54                                                    | 75                                                    |
| Тролејбус                                             | 8                                                     | 31 km                                                   | 7 933 862                                             | 42                                                    | 67                                                    |
| Укупно                                                | 22                                                    | 110 km                                                  | 14 348 825                                            | 96                                                    | 142                                                   |
| ¹10 дневних, 2 ноћне и 2 за раднике фабрике КИА       |                                                       |                                                       |                                                       |                                                       |                                                       |

### Друмски саобраћај
Град се налази на предвиђеним трасама међународних европских ауто-путева:
- E 50 (Атлантик—Париз—Праг—Жилина—Украјина—Азовско море—Каспијско језеро)
- E 75 ((Норвешка)—Балтик—Жилина—Београд—Атина)
- E 442 (Карлове Вари—Жилина)

односно на трасама словачких ауто-путева који их прате:
- (Братислава—Жилина—Кошице), са везама ка Трсту у Италији односно Лавову у Украјини, дужине 513km[39]
- (Жилина—Кисућке Нове Место—Чадца) са везом ка ауто-путу D 1 односно граници са Пољском, дужине 59 km,[39]

а у близини града је у плану изградња тунела Овчиарско и Вишнова—Дубна Скала.
Од ових траса, изграђен је готово целокупан потез од Братиславе до Жилине, осим сегмента око Повашке Бистрице на ауто-путу D 1, док радови на траси D 3, практично нису ни започети.
У граду се налази аутобуска станица преко које се обавља саобраћај са свим већим градовима у Словачкој и иностранству (Берлин, Берн, Беч, Бирмингем, Болоња, Брисел, Брно, Ђенова, Женева, Кардиф, Карлсруе, Либерец, Лондон, Макарска, Милано, Минхен, Падова, Праг, Рим, Ротердам, Сплит, Фиренца, Франкфурт, Хамбург, Цирих, Штутгарт).

### Железнички саобраћај
Развој железнице у граду је отпочео 1872. године и изградњом пруге Кошице—Бохумин, чија траса је и данас оперативна. Град се данас налази на раскрсници значајних међународних железничких рута Е 42 и E 52, као и на веома прометној рути Братислава—Кошице, која преко севера повезује запад и исток Словачке. Поред директних веза ка домаћим градовима, Жилина је директним линијама повезана и са градовима у непосредном окружењу (Беч, Бохумин, Кијев, Оломуц, Плзен, Ушти над Лабем).
Главна железничка станица је страдала крајем Другог светског рата, тако да је након њега изграђена нова. Њену унутрашњост је витражима украсио словачки академски сликар Феро Краљ, који је од 1945. године живео и стварао у граду. Поред ње у граду постоје још две станица:
- Жилина—Солинки
- Жилина—Зарјечје

Зграда станице Зарјечје је подигнута 1945. године, а почетком 21. века је претворена и у својеврстан културно–уметнички простор, који је званично отворен 18. 09. 2003. године. Данас се она поред регуларног локалног железничког саобраћаја користи и за разне уметничке програме и перформансе са галеријом и радионицом. Смештена је унутар великог друмског кружног тока званог Рондел, а у плану је да се цео простор унутар њега претвори у уметнички простор, који би, између осталог, био украшен и графитима.

### Ваздушни саобраћај
Аеродром Жилина (Letisko Žilina) се налази код Доњег Хричова, десетак километара западно од града и опслужује област северозападне Словачке у којој живи око 1,2 милиона становника.
Направљен је почетком 1970-их, да би заменио стари аеродром Брезовски Мајер (Letisko Brezovský Majer) који је срушен да би се омогућило даље ширење града. Први лет је обављен 04. 05. 1972. године, а званично је отворен 02. 08. 1974. године. Исте године је уведена и редовна линија Жилина—Праг—Жилина, која је укинута 1981. године, да би поново била успостављена у периоду од 1986. до 1990. године. Аеродром је у априлу 1991. године отворен за чартер саобраћај, а редован саобраћај ка Прагу је опет обављан у периоду од 1997. до 1998. године, када је поново обустављен због банкрота компаније која га је обављала (Ер Острава). Изградња новог модерног терминала је започета 2004. године да би се омогућило обнављање редовног саобраћаја, који је на линији ка Прагу успостављен 15. 07. 2005. године. Поводом педесетпетогодишњице Жилинског универзитета и деведесетогодишњице ваздухопловства у Чехословачкој, на аеродрому је 28. 06. 2008. године одржан аеро-митинг.
Аеродром се користи за редован и чартер саобраћај, пилотску обуку у склопу Жилинског универзитета, потребе Жилинског аеро-клуба и удружења аматерских спортских пилота, али и за одржавање аеромитинга и трка моторцикала.
Данас постоји редовна линија ка Прагу, коју два пута дневно обавља ЧехословачкаА помоћу два авиона ATR 42, са 46 седишта.
| Статистички подаци аеродрома Жилина | Статистички подаци аеродрома Жилина | Статистички подаци аеродрома Жилина | Статистички подаци аеродрома Жилина | Статистички подаци аеродрома Жилина | Статистички подаци аеродрома Жилина | Статистички подаци аеродрома Жилина | Статистички подаци аеродрома Жилина | Статистички подаци аеродрома Жилина | Статистички подаци аеродрома Жилина |
| ----------------------------------- | ----------------------------------- | ----------------------------------- | ----------------------------------- | ----------------------------------- | ----------------------------------- | ----------------------------------- | ----------------------------------- | ----------------------------------- | ----------------------------------- |
|                                     | 2000.                               | 2001.                               | 2002.                               | 2003.                               | 2004.                               | 2005.                               | 2006.                               | 2007.                               | 2008.                               |
| Број авио-операција                 | 14 205                              | 11 477                              | 15 071                              | 12 192                              | 14 253                              | 15 407                              | 11 495                              | 10 971                              | 12 673                              |
| Број путника                        | 1 625                               | 1 125                               | 910                                 | 1 680                               | 966                                 | 4 522                               | 10 973                              | 10 720                              | 12 294                              |
| Превезени терет (kg)                | 25 569                              | 1 242                               | 6 546                               | 1 464                               | 0                                   | 1 975                               | 8 173                               | 1 234                               | 1 685                               |

## Култура и знаменитости

### Позоришта
У Жилини постоје два позоришта:
- Градско позориште, основано 01. 01. 1992. године уз подршку града који је био једини финансијер. У периоду од 1999. до 2003. године је изведена потпуна реконструкција позоришне зграде, која је свечано отворена 19. 12. 2003. године и поседује две сале капацитета 310 односно 100 места. Само позориште као своје циљеве истиче подизање позоришне, културне и уметничке продукције до највиших уметничких нивоа и да кроз позоришну уметност развију и обогате живот Жилинчана[тражи се извор]. Позориште је, до данас, извело 86 премијера и одиграло преко 2 500 представа[тражи се извор].
- Луткарско позориште, основано 1950. године је најстарије професионално позориште тог типа у Словачкој[44]. Гостовало је у 33 државе на 4 светска континента (Азија, Америка, Африка и Европа) и у својој историји је извело 213 премијера. Његови чланови су одиграли више од 12 000 представа, које је видело преко 2 500.000 гледалаца из земље и иностранства[44].

### Музеји
У Жилини постоје три музеја:
Повашки музеј (Považské múzeum) спада међу највеће музеје у Словачкој, а његова колекција предмета везаних за казанџијски занат га чини јединственим у свету. Основан је 1942. године као општински музеј, а од 1948. године се његово седиште налази у Будатинском замку, на северу града. Музејска поставка је отворена за јавност 1956. године и данас је чини више од 130.000 експоната из области природних наука (зоологија, ботаника, геологија), археологије, историје и етнографије. Поред самог Будатинског замка, чији се делови тренутно реновирању, музејске поставке обухватају и оближњу тврђаву Стречно, као и две сеоске куће у оближњем селу Чичмањи, у којима су приказани народни живот и обичаји.
Повашка уметничка галерија (Považská galéria umenia), као самостална институција постоји од 1976. године када је уметничка колекција издвојена из Повашског музеја, а данас је смештена у великој згради, подигнутој почетком 20. века. Током 1970-их и 1980-их година, у оквиру галерије су махом приказиване слике тадашњих словачких аутора, да би се од почетка 1990-их Повашка уметничка галерија оријентисала на приказивање свих видова актуелног уметничког стваралаштва, уз приказе дела насталих током 1960-их, 1970-их и 1980-их година. Данас се у њој налазе смештени како модерни (разне инсталације, видео уметност и други), тако и класични видови уметничког изражавања (слике, скулптуре и други) словачких уметника 20. века. Сама зграда, у којој се музеј-галерија налази, је крајем прве деценије 21. века реновирана и попримила модернији изглед у односу на класичан стил у коме је изворно подигнута.
Музеј јеврејске културе (Múzeum židovskej kultúry) је смештен у склопу синагоге ортодоксне јеврејске заједнице, која је подигнута 1927. године, а званично је отворен 29. 06. 1996. године, у делу који су некада жене користиле за молитву. Унутрашњост синагоге је очувала свој изворни дрвени намештај, урађен у стилу `20 година 20. века и украшен геометријским декором. Музејску поставку чине предмети који се користе у вршењу службе у јудаизму, а део синагоге у коме је поставка смештена одвојен је дрвеном преградом од дела који се користи за молитву.

### Остале културне институције
У Жилини се налази Дом Матице словачке, затим Крајски културни центар и Повашски планетаријум, смештени у Бабушковој кући, као и два биоскопа, Центар и СинеМакс. Поред њих, у граду делују и:
Државни камерни оркестар (Štátny komorný orchester) или Словачка Симфонијета је основан 1974. године и данас је смештен некадашњем Дому Фатранске уметности. Оркестар је одсвирао преко 2 300 концерата, наступајући у готово свим европским земљама, Тунису, Јапану, Бразилу, Канади и САД. Његов тренутни диригент је Јапанац Цугио Маеда, који је и дугогодишњи коорганизатор „Средњоевропског фестивала концертних уметности“.
Крајска библиотека (Krajská knižnica) је централна библиотека за округе Жилина и Битча, као и за цео Жилински крај. Основана 15. 10. 1924. године, да би након Другог светског рата кратко престала са радом. Поново је отворена 1954. године, а 1995. године се преселила у сопствену зграду у којој се данас налази. Спада међу прве библиотеке у Словачкој које су почеле да стварају фондове аудио књига за потребе слепих и слабовидих, а 2006. године је проглашена за библиотеку са највише издатих књига у Словачкој. У оквиру ње, функционишу одељења Британског савета, Француске алијансе и Гете института.

### Знаменитости
Стари град је реконструисан почетком 1990-их година и од тада је заштићен као споменик културе (Mestská pamiatková rezervácia). Центар града чине два трга - Маријански (Mariánske námestie) и трг Андреја Глинке (Námestie A. Hlinku). Маријанским тргом доминира црква светог апостола Павла, стара зграда градског већа и барокна статуа Девице Марије. У близини се налази црква светог Тројства, изграђена око 1400. године, која је од 2008. и саборна црква Жилинске бискупије.
Међу градским знаменитостима треба истаћи и следеће:
- Црква свете Барбаре и фрањевачки самостан, подигнути у периоду од 1723. до 1731. године
- Бабушкова кућа односно кућа Маковицког
- Дрвена католичка црква светог Ђорђа у четврти Трнове, подигнута је готичком стилу, а први пут се помиње 1582. године
- Дом фатранске уметности, у коме се данас налази седиште Државног камерног оркестра
- Финансијска палата
- Бахерова вила
- Палата Розенфелд, подигнута у арт нуво стилу
- Зграда Жилинског универзитета, подигнута у арт нуво стилу
- Католичка кућа, подигнута у стилу неокласицизма
- Евангелистичка црква

#### Седам чуда Жилине
У склопу прославе 800. годишњице од првог помињања Жилине у писаним изворима (1208), 2008. године је направљен списак седам најзначајнијих споменика културне баштине Жилине, који сачињава пет архитектонских целина и два писана споменика.

##### Прво чудо Жилине (Историјско језгро града)
Историјско језгро града (Historické jadro Žiliny) је формирано у средњем веку и његова основна структура је остала непромењена до данашњих дана. Централно место заузима Маријански трг, приближно квадратног облика (оквирних димензија 100 x 100 m), са чијих темена полазе по две широке улице ка осталим деловима града, док две уже полазе са средине његове западне и источне стране. Овакав систем градње потиче од немачких колониста који су дошли у град крајем 13. века и карактеристичан је за немачке градове, због чега су Жилину називали и мађарски Нирнберг. Велики пожари, који су захватили Жилину у прошлости, утицали су на изглед историјског језгра града. Првобитне дрвене куће, замењене су онима од камена и цигле, куће подигнуте у готичком стилу, замењене су, након 1521. године, новим у ренесансном стилу, испод којих су очувани готички подруми. Од првобитних 40 кућа на тргу, данас је сачувано њих 32. На тргу је смештена барокна скулптура Девице Марије, постављена 1738. године, а њиме доминира стара градска већница (данас градска кућа у којој је седиште градоначелника) и црква светог апостола Павла (завршена 1754. године) са језуитским самостаном. Током реконструкције града крајем 20. века, са трга је уклоњена базен са фонтаном, који је на њега постављен 1966. године. У близини трга се налази и црква светог Тројства подигнута почетком 15. века у готичком стилу, која је од 2008. године постала саборна црква новоформиране Жилинске бискупије. Поред ње се налази Буријанова кула, звоник висок 46 m, подигнут у првој половини 16. века у ренесансном стилу, по узору на италијанске звонике из тог периода.
Целокупно градско језгро је 1987. године проглашено заштићеном урбаном целином, а у наредној деценији је доживело потпуну реконструкцију.

##### Друго чудо Жилине (Црква светог Штефана Краља)
Црква светог Штефана Краља (Kostol svätého Štefana kráľa) се налази у кварту Рудини, недалеко од железничке станице Зарјечје и представља најстарији сачувану грађевину на простору града. Посвећена је светом Стефану (Штефану/Иштвану) Арпаду (997—1038), који је примио хришћанство, покрстио Мађаре и постао први краљ Угарске. Народно предање подизање саме цркве везује за њега и његово доба, наводећи да ју је подигао у знак захвалности за победу над пољским краљем Болеславом Храбрим (992—1025). Међутим, на основу научних истраживања сматра се да је црква подигнута почетком 13. века (највероватније између 1200. и 1230. године) у стилу касне романике и то у средишту насеља, које је током 13. века постојало на том простору. Већ почетком наредног века, ново насеље је подигнуто на простору данашњег историјског језгра Жилине, тако да насеље око цркве светог Штефана губи на значају и временом нестаје, а од њега је остала само црква.
Око цркве светог Штефана Краља постоји високи бедем, а унутар затвореног комплекса постоје још:
- капела Божијег тела тј. Corpus Christi (Kaplnka Božieho Tela) из 15. века (смештена је уз саму цркву и данас су од ње очувани само темељи откривени 1995. године)
- Отворена капела у ренесансном стилу (Renesančná otvorená kaplnka), из друге половине 16. века (данас је у потпуности очувана и налази се недалеко од капеле Божијег тела)

Сама црква светог Штефана Краља је већим делом очувала свој првобитни изглед, а највеће промене извршене су 1762. године, током велике обнове целог комплекса у барокном стилу. Прозори су јој урађени у романичком стилу, има камену крстионицу, а њена унутрашњост била је украшена фрескама, чији делови су откривени 1950. године, испод слојева млађих фресака, након чега су рестаурирани. Најстарије међу њима су настале око 1260. године и налазе се у апсиди, стварајући илузију о постојању ребарних лукова тј. избочина на зиду, док су на врху апсиде представљени симболи Месеца, Сунца и Крста. Почетком 14. века насликана је композиција коју сачињава дванаест апостола и Исус Христ. У каснијем периоду, од 15. до 17. века, првобитни фрескопис је замењен новим на коме су, између осталог, били приказани и мађарски свеци.

##### Треће чудо Жилине (Жилински Град)
Жилински Град (Žilinský hrad) је било градско утврђење у Жилини, које се до 2008. године сматрало ишчезлим. Током радова на изградњи тржног центра у старом градском језгру, откривени су остаци некадашње тврђаве, о чему је јавност обавештена 30. маја 2008. године. Непосредно поред цркве свете Тројице на тргу Андреја Глинке, подигнуте око 1400. године, откривени су остаци куле овалног облика. Њен спољни пречник је 14 m, а унутрашњи 8 m, због чега се процењује да би могла бити висока и до 20 m. Сматра се да је подигнута у 13. веку, а могла би бити Донжон кула некадашње тврђаве, која је имала и стамбену улогу. У изворима се утврђење први пут помиње 1318. године, у доба владавине Матије Чака овим поднебљем, али има оних који га сматрају старијим и смештају његово подизање у другу половину 13. века, након монголске најезде (1241—1242), када је широм тадашње краљевине Угарске подигнут већи број утврђења. Последњи писани податак о тврђави забележен је 1457. године. Данас остаци Жилинског Града представљају највећи археолошки локалитет у граду и стављени су под заштиту државе.

##### Четврто чудо Жилине (Будатински Град)
Будатински Град (Budatínsky hrad) је утврђење направљено на ушћу Кисуће у Вах, да би контролисало путни правац који је повезивао Понитрје и Шлезију. Подигнут је највероватније у другој половини 13. века, вероватно после монголске најезде (1241—1242), као типичан водени град. Најстарији данас очувани део представља романичка округла кула са елементима ране готике, која је касније дорађена у ренесансном стилу. Тврђава је током векова мењала власнике, да би са губитком стратешког значаја била у првој половини 19. века претворена у барокни летњиковац. Касније је уз њега направљена капела и велики парк у енглеском стилу који се простирао до самих река. Последња велика реконструкција Будатинског Града је урађена након Првог светског рата. Данас је у њему смештен Повашки музеј, а сама грађевина је у процесу обнове.

##### Пето чудо Жилине (Неологичка синагога)
Неологичка синагога (Neologická synagóga) је дело чувеног немачког архитекте Петера Беренса и представља значајно дело модерне европске архитектуре на тлу данашње Словачке. Подигнута је на месту старе синагоге из 1860. године, у периоду од 1928. до 1931. године. Зграда је направљена у модерном стилу са елементима маварске архитектуре, приземним делом од грубо тесаног тамног камена на који се надовезује светлији део са низом прозора, а над целом грађевином се уздиже широка црвена купола пречника 16 m. У њеној унутрашњости се налази велика дворана за молитву, са галеријама намењеним женама, смештеним са стране. Данас се у згради налази биоскоп „Центар“, а на њој се налази спомен плоча у знак сећања на Јевреје страдале у нацистичким концентрационим логорима.

##### Шесто чудо Жилине ()
је повеља коју је 7. маја 1381. године. током посете граду, издао краљ Лајош I Велики. Њом је уважио притужбе словенских грађана Жилине и изједначио њихова права са правима немачких колониста. У повељи је било потврђено да половину чланова градског већа чине Немци, а другу половину Словаци, док се градоначелник бира на годину дана и то наизменично из редова једних и других. Очувана је у препису из 1431. године, а данас се чува у Државном архиву у оближњој Битчи. У знак сећања на издавање ове повеље, на градској кући је 3. децембра 1993. године откривена спомен плоча.

##### Седмо чудо Жилине (Жилинска књига)
Жилинска књига (Žilinská kniha) представља највредније писмено наслеђе средњег века у Словачкој, а уједно и најстарији сачувани запис на словачком језику који се налази у данашњој Словачкој. Писана је на три језика (латинском, немачком и словачком) у периоду од 1378. до 1561. године и састоји се од три дела. Први део чини препис Магдебуршког законика на немачком језику, који је 1378. године направио Микулаш од Лукова. Други део је његов препис на словачком језику настао 1473. године, док трећи и најобимнији део чине имовински и приватни записи вођени у континуитету од 1380. до 1524, након чега су спорадично уношени до 1561. године. Жилинску књигу сачињава 149 листова папира димензија 29 x 22 cm, укоричених у 15. веку. Данас је смештена у Државном архиву у Жилини, а 1988. године је проглашена за народни културни споменик.

## Манифестације
Током године, у Жилини се одржава већи број традиционалних манифестација иза којих стоји локална самоуправа, било као директан организатор, било као партнер у организацији. Међу њима треба издвојити:
Жилински бал је добротворног карактера и први пут је организован у јануару 2008. године, у циљу прославе 800. годишњице првог помињања града.
Жилински карневал се одржава у фебруару и представља највећи карневал у Словачкој. На њему учествује више стотина костимираних људи, како из Жилине и осталих делова Словачке, тако и из околних земаља, Пољске и Чешке. Током његовог трајања, на улицама се поред маскираних играча и плесача фолклора, могу наћи и тезге на којима се нуде локални специјалитети.
Фестивал Стари град се одржава од 1995. године на два главна градска трга и представља најпознатију културну манифестацију у Жилини. Траје три дана, током којих се представља домаћа радиност и музика свих жанрова, а пратеће активности обухватају манифестације у склопу Међународног дана детета, изложбе, радионице везане за историју града и друге активности.
Ноћ светог Јована је међународни улични позоришни фестивал који се од 2005. године одржава у јуну сваке године, а за циљ има повратак позоришта на улицу, међу обичан народ. У склопу њега се одржавају ноћни перформанси са бакљама, представе на штулама, представе за децу и разне позоришне радионице.
Жилинско културно лето траје од јуна до августа и обухвата читав низ културних догађања (концерте, позоришне представе, филмске пројекције, радионице, симпозијум дрводељства, изложбе и друге). У склопу њега се у оближњој Терхови одвијају „Дани Ћирила и Методија“, као и „Јаношикови дани“, којима присуствује око 70.000 посетилаца.
Средњовековни дан се одржава у августу сваке године, на Маријанском тргу, који се за ту потребу претвара у средиште једног типичног средњовековног села. Током целог дана посетиоци могу да виде призоре из средњовековног живота, укључујући и групе људи које се баве старим занатима (ковачи, пекари и други) или борбама средњовековним оружјем.
Дани здравља имају за циљ промовисање здравог начина живота међу становништвом, поготово у оквиру породица. Поред низа пратећих програма, посетиоцима се на лицу места обавља читав низ основних лекарских прегледа, попут мерења крвног притиска, холестерола, нивоа шећера у крви или телесне масноће.
Север против Југа је спортска манифестација током које се на тргу Андреја Глинке игра фудбал, на импровизованом терену димензија 40x20 m. Свака од утакмица траје 30 минута, а на турниру може да учествује било ко од посетилаца, тако да се процењује да преко 500 људи узме учешће у овој манифестацији сваке године. Она се организује у сарадњи са ФК Жилина, а у њој групно учествују школе, фирме и друге институције.
Божић Бата стиже у град се одиграва непосредно пре Божића, крајем децембра сваке године. У њеном склопу се организују Божићни вашари на оба главна градска трга, пратећи културни програм и добротворна дешавања.
Дочек Нове године се сваке године одржава на тргу Андреја Глинке, на коме се организује богат уметнички програм у коме учествују најзначајнији словачки уметници. Организовано је и послужење, а један од циљева манифестације је и да спречи евентуалне вандализме, претеривања у конзумирању алкохола и употребу пиротехничких средстава.
а поред њих, у граду се одржавају „Средњоевропски фестивал концертних уметности“ (април), фестивал луткарских позоришта (јун), међународни фестивала анимације „Анча фест“ (јул), међународни фестивал креативности и фантазије „Весела радионица“ (септембар).

## Околина града
Туристичку понуду града, употпуњују интересантне дестинације у његовој непосредној близини. Градићи, бање и села, затим остаци неколико утврђења која су штитила путне правце који се укрштају у Жилини, као и околни планински венци и заштићене природне целине на њима.

### Насељена места
У долини Рајчанке, 15 km јужно од града, налази се бањско лечилиште и градић са 2 936 становника. Рајецке Теплице. Његови извори термалне воде температуре 38 ° се користе у медицинске сврхе од 1378. године У градићу се налази парк са вештачким језером и фонтанама, као и базен са термалном водом. Непосредно поред Рајецких Теплица, код села Кунерад 17,5 km од Жилине, налази се истоимени дворац са кулама, луковима, терасама и степеништима. Подигао га је у периоду од 1914. до 1916. године гроф Балестрем у стилу сецесије. Током Словачког народног устанка 1944. године, немачки нацисти су га спалили, али је након рата обновљен. Узводно од Рајецких Теплица смештен је Рајец, градић са 6 076 становника, који се у изворима јавља још 1193. године у повељи мађарског краља Беле III (1173—1196) као Raich. У њему је некада постојало утврђење, које је уништено у 17. веку Данас у њему пажњу привлачи главни градски трг са старом већницом и црквом светог Владислава. Поред тога, од 1993. године се у градској већници, која је некада била пивара, налази месни музеј у коме су смештене две збирке, етнографска и биолошка.
Рајецка Лесна, која се налази 27 km јужно од Жилине, први пут се у изворима помиње 1474. године., а данас у њој живи 1 272 становника У њој се налази Словачки Витлејем, велика дрвена композиција дугачка 2.5, широка 8.5 и висока 3 метра, коју је 17 година радио дрводеља Јозеф Пекара. На њој су приказани библијски мотиви, као и знаменитости Словачке, поред којих су приказани занати, обичаји и послови карактеристични за поједине делове државе. Додатну атракцију ове композиције представља и чињеница да се на њој појављује око 300 фигурица (људи, животиња...), од чега се половина помера. Јужније од ње је село Чичмани, смештено на обронцима Суловских врха крај Рајчанке и удаљено је 41 km од Жилине. У изворима се први пут помиње 1272. године, а данас у њему живи 194 становника Познато је по сачуваним примерима сеоске народне архитектуре који се од 1977. године налазе под заштитом државе и данас функционишу у склопу Повашког музеја. Централна музејска поставка, која обухвата народне обичаје, фолклор и чичмански вез, смештена је у Раденовом дому, док се кући са бројем 42. налази поставка ентеријера народних кућа, на прелазу из 19. у 20. век.
У долини Варинке, у подножју Мале Фатре, налази се село Терхова, удаљено 25,1 km источно од Жилине. Први пут се у изворима помиње 1598. године, а данас, са својих 4 073 становника, спада међу већа села у Словачкој. Позната је као родно место Јураја Јаношика, словачког Робина Худа из 18. века, а у кући у којој се он, највероватније, родио, данас је смештена изложба „Јаношик и Терхова“, која је саставни део Повашког музеја из Жилине. На узвишењу изнад села се, од 1988. године, уздиже његов споменик висок 7,5 m, а међу знаменитости села треба убројати и цркву светих Ћирила и Методија из прве половине 20. века. У близини Терхове се налази ски центар Вратна долина, а током године се у селу одвија неколико манифестација, међу којима су и фолклорни фестивал „Јаношикови дани“ (који се одржава почетком августа сваке године, од 1963) и „Дани Ћирила и Методија“ (који се одржава у јулу сваке године, од 1990).
На удаљености од 19,4 km од Жилине, низводно на реци Ваху, налази се градић Битча са 11 600 становника. Први пут се у изворима помиње 1234. године, а у другој половини 14. века је добио свој статут. На месту на коме се раније највероватније налазило старије утврђење, са темељима у води, Франтишек Турзо је од 1571. до 1574. године подигао Битчански замак у ренесансном стилу. Његов син, палатин Јурај, је 1601. године у његовом склопу подигао Свадбену палату. Данас се у њему налази Државни архив који чува преко 600 разних фондова и збирки докумената, од 1263. године, до данашњих дана, укључујући и повељу Privilegium pro Slavis.

### Утврђења
Узводно од града над Вахом се уздижу тврђаве Варин и Стречно, које су контролисале пролаз кроз Стречниански теснац. Прво је, у првој половини 13. века, подигнут Варин (први пут се помиње у изворима 1235. године као ), да би крајем 13. или почетком 14. века у његовој близини био у готичком стилу подигнут Стречно, који се први пут јавља у изворима 1316. године као . Варин је током година постао познат као Стари Град, а напуштен је у 16. веку и данас је већим делом у рушевинама. Стречно су 1698. године спалиле снаге цара Леополда I, након чега је напуштен, али је данас делимично конзервиран и рестауриран, тако да функционише у склопу Повашког музеја из Жилине.
Недалеко од Хричовске бране, 14 km западно од града, се налазе рушевине Хричовског Града, који се у изворима први пут помиње 1208. године, као власништво нитранског бискупа. Подигнут је у готичком стилу, а током векова је мењао господаре (међу којима је био Матија Чак), све до 17. века, када је напуштен. Између Ваха и Рајчанке се уздиже планина Суловски врхи, на којој се налазе рушевине тврђава Сулов и Лиетава. Међу Суловским стенама налази Сулов, подигнут у првој половини 15. века, који је напуштен након разарања 1763. године. Западно од њега, на удаљености од 11 km од Жилине, налазе се остаци тврђаве Лиетава, подигнуте у 13. веку. Значајна проширења и обнову је доживела у 15. и 16. веку, а трајно је напуштена у 18. веку.

### Планине
Југоисточни обод Жилинске котлине чини југозападни део Мале Фатре Лучанска Мала Фатра коју од североисточног дела Криванске Мале Фатре одваја Стречниански теснац на Ваху. Највиши врх планине је Вељки Криван са 1 709 m нмв, који се налази у северном делу, док је највиши врх Лучанског дела Вељка Лука са висином од 1 475 m. На планини се налази велики број обележених пешачких стаза, чија укупна дужина прелази 400 km. У оквиру северног дела планине, формиран је 1988. године Национални парк Мала Фатра, а велики ски центар на планини је Вратна долина код села Терхова. Мала Фатра је богата водом, тако да на њој има доста извора и водопада, од којих је највећи Шутовски, са висином пада од 38 m.
На простору југозападно од Жилине, између Рајчанке и Ваха, уздижу се планине Стражовски и Суловски врхи. Њихове највише тачке су Стражов (1 213 m нмв) и Вељки Манин (891 m нмв). Поједини делови обе планине су 1989. године проглашене заштићеном облашћу, у оквиру које посебно место заузима област Суловских стена са својим каменим формацијама, међу којима се истиче Готичка капија. Суловски врхи су познати и по највећем станишту орхидеја у Словачкој, као и по Суловском или Хлбоцком водопаду, који има две каскаде, укупне висине 15 m.
У областима северно од града, уздижу се планине Јаворники (према северу и северозападу) и Кисућка врховина (према североистоку), чији су највиши врхови Вељки Јаворник (1 071 m нмв) односно Вељка Рача (1 236 m нмв). Венац Јаворники се пружа до Чешке републике, а на њему, између осталих, живе и велике грабљивице, попут вука и риса, али и највећи грабљивац који живи у Словачкој, смеђи медвед. На обема планинама постоје скијашки центри, а на делу њихових масива је 1984. године формирана заштићена област.

### Заштићене природне целине
Национални парк Мала Фатра (Národný park Malá Fatra) се налази северозападно од града и обухвата 40 посебно заштићених резервата. Проглашен је 1988. године (прве заштићене области на тлу данашњег парка су проглашене 1967. године) и обухвата заштићену област површине 226,3 km² (површина шире заштитне зоне износи 232,62 km²). У оквиру парка живи 1 141 врста зељастих (од тога су 92 врсте правих маховина, 111 врста лишајева и 7 врста гљива, на разне начине угрожене) и 973 врсте дрвенастих биљака (од чега 22 западнокарпатска и 14 карпатских ендемита, 15 карпатских субендемита и 1 локални ендемит), док од животињског света има око 3 000 врста бескичмењака (од тога 28 ретких, 12 угрожених и 2 критично угрожене врсте) и 210 врста кичмењака (од тога 15 ретких, 56 угрожених и 15 критично угрожених врста). Већи део територије националног парка се налази под шумом (око 70%), у којима су најзаступљеније букве, смреке и јеле, а на појединим местима и планински јавор. Међу заштићеним зонама се налазе и разни геоморфолошки облици, попут Шутовске епигеније (двострука епигенија Ваха и Шутовског потока), стена у облику игле (Полувсијанска и Хричовска), Слнечних стена (масив доломитских стена разних облика) и брда Шип (доминантни врх са стењацима).
Заштићена област Стражовски врхи (Chránená krajinná oblasť Strážovské vrchy) је формирана 1989. године на простору планина Стражовски и Суловски врхи. Обухвата површину од 30.979 ha на којој се налази 12 посебно заштићених резервата. Пре њеног формирања, четири резервата су се већ налазили под заштитом државе:Манински теснац (1967), Костолецки теснац (1970), Суловске стене (1973) и Стражов (1981). Разнолика флора ове области обухвата и неколико западнокарпатских и карпатских ендемита, као и једну ендемску врсту чичка. Шуме на овом простору су букове, које на вишим пределима смењују заједнице букве и јеле, изнад којих преовлађују четинари. Животињски свет је уобичајен за појас листопадних шума, са представницима реда звери (медвед и рис), ловне дивљачи (муфлон, јелен, срндаћ и дивља свиња), као и неколико ретких врста лептира.
Заштићена област Кисућа (Chránená krajinná oblasť Kysuce) је формирана 1984. године на простору планина Јаворники и Кисућка врховина. Обухвата површину од 65.462 ha на којој се налази 22 посебно заштићених резервата. Пре њеног формирања, тринаест резервата су се већ налазили под заштитом државе:Вељки Јаворник (1967), Буковски прамењ (1973), Чиерна Лутиша (1972), Вељке Остре (1973), Војтовски прамењ (1973), Вихиловске прахи (1973), Клокочовске стене (1973), Корњански ропни прамењ (1973), Оходницки прамењ (1973), Вељка Рача (1976), Зајачкова лука (1979), Мали Полом (1981), Вихиловске стене (1983). Једна од специфичности ове области су камене лопте непознатог порекла. У питању су лоптасте формације, од пешчара и конгломерата, чији пречник достиже и до 260cm, а јављају се на две одвојене локације, које су заштићене као резервати Мегонки. и Клокочовске стене Резерват Корњански ропни прамењ обухвата природни извор сирове нафте, из кога повремено избија и природни гас (са високом концентрацијом метана), док је село Вихиловка познато по туристичкој прузи уског колосека и музеју традиционалне сеоске архитектуре.

## Образовање
Почетак образовних институција у Жилини, датира у 1542. годину, када се у изворима први пут помиње протестантска гимназија Академија. Век и по` касније, Језуити су 1691. године отворили нижу гимназију. Данас у граду постоје већином државне образовне установе, али се, након промена у тадашњој Чехословачкој, од 1989. године јављају приватне и верске.

### Основно образовање
У граду постоји 18 државних, једна приватна, три верске и три уметничке основне школе, са око 7.500 ученика (у школској 2006/2007 било је уписано 7.484 ученика). Међу уметничким школама се истиче школа „Ладислав Арваја“, основана 1927. године, која спада међу највеће школе тог типа у Словачкој. На њој се, између осталог, изучава свирање разних инструмената, балет и плес.

### Средње образовање
Жилина, као обласно средиште, има развијен систем средњих школа који сачињава: 8 гимназија са око 3.500 ученика (у школској 2006/2007 било је уписано 3.514 ученика), 10 специјализованих средњих школа са око 3.700 ученика (у школској 2006/2007 било је уписано 3.696 ученика) и 9 стручних средњих школа са 4.900 ученика (у школској години 2006/2007 било је уписано 4.870 ученика).
Међу средњим школама треба истаћи Конзерваторијум, који спада међу највеће у Словачкој, а у склопу њега делују хор, биг бенд и друге музичке секције. Поред њега, издвајају се: двојезична приватна гимназија, у којој се настава, поред словачког, одвија на француском и шпанском, као и верска гимназија „свети Фрања Асишки“.

### Жилински универзитет
У Жилини данас постоји државни универзитет који сачињава седам факултета:
1. Факултет за саобраћај и економију транспорта и комуникација (Prevádzky a ekonomiky dopravy a spojov)
2. Машински факултет
3. Електротехнички факултет
4. Грађевински факултет
5. Факултет за менаџмент и информатику (Riadenia a informatiky)
6. Факултет природних наука (Prírodných vied)
7. Факултет специјалног инжењерства (Špeciálneho inžinierstva)

и три института:
1. Институт физичког образовања (Ústav telesnej výchovy)
2. Институт судске медицине (Ústav celoživotného vzdelávania)
3. Институт за рачунарску технологију (Ústav informačných a komunikačných technológií)

на којима је запослено око 1450 људи, од чега наставно особље чини:
1. 69 редовних професора
2. 154 ванредних професора
3. 398 асистената.

Основан је 01. 10. 1953. године у Прагу (данас Чешка република), као Висока железничка школа (Vysoká škola železničná), да би 1959. године променио име Универзитет транспорта (Vysoká škola dopravná). Његово седиште се 06. 09. 1960. године премешта у Жилину, а 1980, услед ширења делатности, бива преименован у Универзитет транспорта и комуникација (Vysoká škola dopravy a spojov). Нове промене и реструктурирање самог универзитета отпочеле су 1989. и он је 1996. године добио своје данашње име Жилински универзитет (Žilinská univerzita).
Током пола века постојања универзитета, на њему је дипломирало преко 33 000 студената (укључујући и 1 130 страних студената из 15 земаља), од којих је скоро 750 стекло виша научна звања. Данас (школска 2008/2009) на Жилинском универзитету студира:
- основне студије 12.070 (редовно) и 4.669 (ванредно) студената,
- докторске студије 349 (редовно) и 501 (ванредно) студената.

## Спорт
У граду постоји већи број спортских клубова и друштава, као и низ пратећих спортских објеката, како рекреативног, тако и професионалног карактера.
ФК Жилина (MŠK Žilina) је основана 1908. године од стране радника фабрике текстила „Словена“ и хемијских производа „Поважје“, а званично је формирана на састанку одржаном 20. 06. 1909. године. Током своје историје, десет пута је мењао име, а најзначајнији успеси на међународној сцени су четвртфинале Купа победника купова у сезони 1961/1962. када су испали од Фиорентине, финале Митропа купа у сезони 1973/1974, када су изгубили од ФК Татабање и учешће у групној фази Лиге шампиона у сезони 2009/2010. На домаћем плану, клуб је био два пута — 1928. и 1929. првак Словачке између два светска рата. Након распада Чехословачке 1993. године, ФК Жилина је пет пута била првак државе (2002, 2003, 2004, 2007. и 2010), три пута другопласирана (2005, 2008. и 2009) и три пута је освајала Супер Куп Словачке (2003, 2004. и 2007), што је чини најуспешнијом екипом у Словачкој по броју освојених титула (ФК Слован из Братиславе је такође освојио пет титула) и најуспешнијом екипом по броју освојених бодова
Клуб своје утакмице игра на стадиону под Дубном, који се тренутно реновира и проширује (радови су отпочели 2006. године и планира се њихово окончање 2011. године). Сам стадион је направљен 1941. године око терена који је клуб користио од свог оснивања, а током прве деценије 21. века је постао пети стадион у Словачкој који је добио расвету. Рекордан број гледалаца на стадиону је 25 000, забележен 1953. године на утакмици против московског Динама, док је данашњи капацитет стадиона 7 781 места за седење.
Уз западну трибину фудбалског стадиона, налази се ледена дворана, подигнута 1945. године. Она је током 2006. и 2007. године реновирана и сада има капацитет од 6 328 (5 000 места за седење + 1 328 места за стајање). У њој своје утакмице игра ХК Жилина (MsHK Žilina) која је основана 1925. године. Она наступа у словачкој хокејашкој Супер лиги, коју је освојила у сезони 2005/2006, а наредне године је у европском Супер Сикс турниру заузела четврто место.
Јужно од средишта града, смештено је градско пливалиште. Направљено је у периоду од 1959. до 1963. године и у то доба је то био први затворени педесетометарски (олимпијски) базен у тадашњој Чехословачкој. Цео комплекс је обновљен у периоду од 1991. до 1996. године, а радови на реконструкцији су обављани и 2008. године. Данас се комплекс састоји од једног затвореног педесетометарског базена, два на отвореном, тобогана и низа других пратећих садржаја, а капацитет му је 3 000 посетилаца.
Непосредно поред базена, налази се спортска хала кружног облика. Подигнута је 1986. године, а њеним пројектантима (инг. арх. Људовит Купкович и инг. Андреј Башист) је исте године за њу додељена престижна награда „Душан Јуркович“, коју додељује Савез архитеката Словачке (Spolok architektov Slovenska). Данас се користи за спортске, али и музичке и друге врсте активности. Њена активна површина износи 4 500 m², док јој је капацитет 2 000 седишта и додатних 1 200 места на трибини, а може се проширити на 6 000 места, коришћењем површине предвиђене за игру.
Поред наведених спортских друштава и објеката, у Жилини постоје клубови који се баве веслањем, кајаком, тенисом, голфом, кошарком, одбојком, слободним пењањем на вештачкој стени површине 300 m², висине 3.4 m, на којој има 3 000 хватишта, параглајдингом (на оближњем брду Страник (769 m нмв)) и другим спортовима, док се у ближој околини града налази неколико зимских центара.

## Градови побратими
Жилина има 17 градова побратима:
| - Бјелско-Бјала, Пољска - Благоевград, Бугарска - Гродно, Белорусија - Дњипро, Украјина - Есен, Белгија - Кикинда, Србија | - Копар, Словенија - Корби, Енглеска - Котону, Бенин - Нантер (део Париза), Француска - Плзењ, Чешка - Праг 15 (део Прага), Чешка | - Ферара, Италија - Фридек-Мистек, Чешка - Ханија, Грчка - Чангчуен, Кина - Чеховице-Дзиедзице, Пољска |